# Daniel Percheron
Daniel Percheron (ur. 31 sierpnia 1942 w Beauvais) – francuski polityk, samorządowiec i nauczyciel, od 1979 do 1983 poseł do Parlamentu Europejskiego I kadencji, wieloletni senator i prezydent regionu Nord-Pas-de-Calais.

## Życiorys
Z wykształcenia i zawodu nauczyciel historii oraz geografii. Zaangażował się w działalność w ramach Partii Socjalistycznej, trzykrotnie zajmował w niej funkcję sekretarza krajowego. Od 1977 do 2001 był radnym Liévin. W 1979 wybrany posłem do Parlamentu Europejskiego, w którym zasiadał do końca 1983. Przystąpił do frakcji socjalistycznej, kierował Komisją ds. Gospodarczych i Walutowych. W 1983 wybrany do Senatu, zasiadał w nim nieprzerwanie do roku 2017. Od 1986 zasiadał w radzie regionu Nord-Pas-de-Calais, pełnił funkcję prezydenta regionu w latach 2001–2015 (do likwidacji jednostki administracyjnej, przez kilka dni w styczniu 2016 szefował też władzom Nord-Pas-de-Calais-Picardie). Kierował lokalnym obszarem chronionego krajobrazu, w 2019 wybrany do zarządu klubu piłkarskiego RC Lens.